# Picadillo

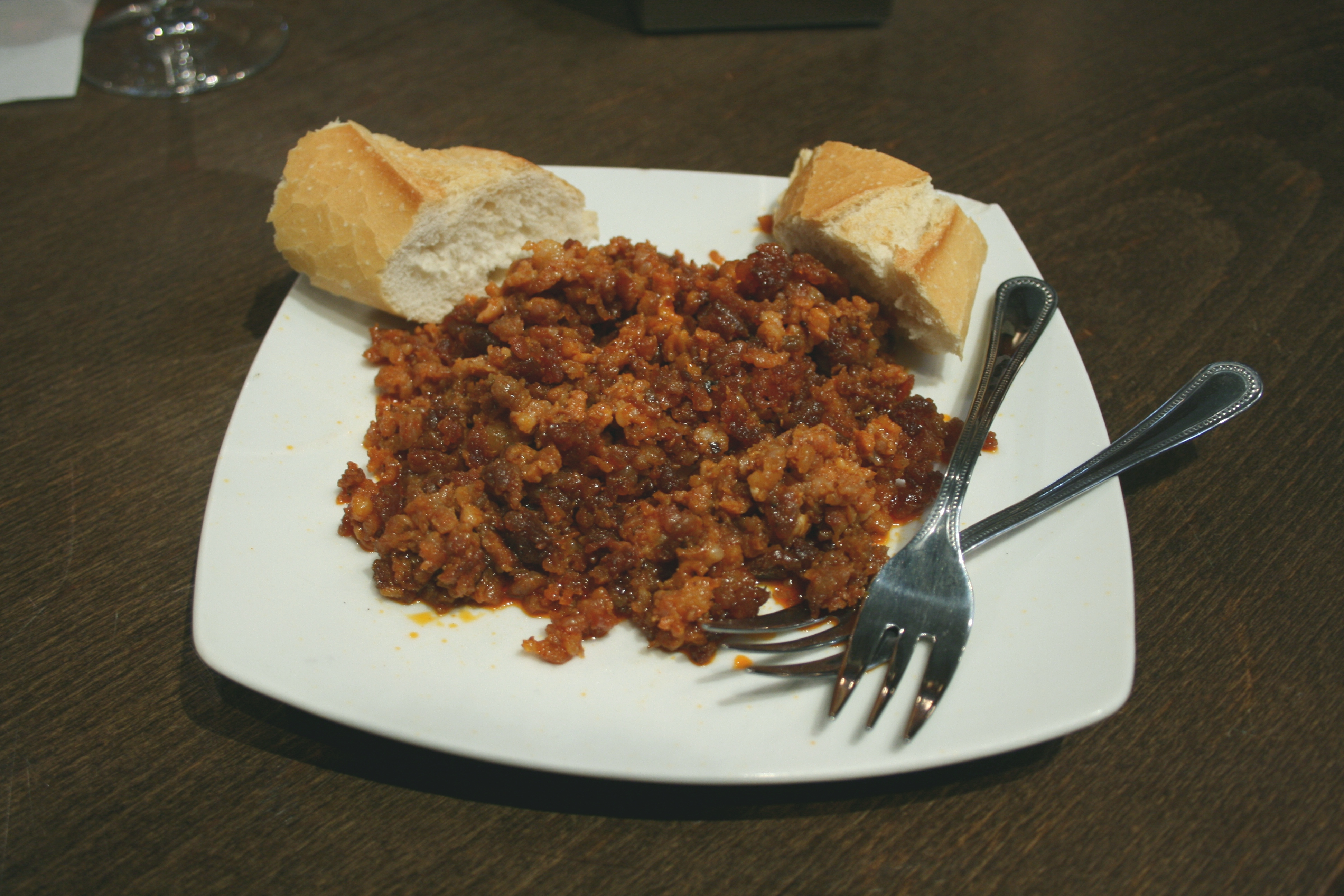
Picadillo z pieczywem

Picadillo – danie charakterystyczne dla kuchni meksykańskiej, kubańskiej i hiszpańskiej. Znane ponadto w całej Ameryce Łacińskiej i na Filipinach (w tym ostatnim kraju nazywane giniling).
Przyrządzane jest z mielonego mięsa (wołowiny), warzyw i owoców: pomidorów, papryki, cebuli, ziemniaków i bananów, z dodatkiem przypraw: czosnku, pieprzu, majeranku, goździków, cynamonu, tymianku i rodzynek. Przed podaniem danie można posypać płatkami migdałów. Podaje się je z tortillami, ryżem lub pieczywem. Może być nadzieniem naleśników lub tacos. Dobór przypraw i składników jest bardzo różny i zależy od regionu przyrządzania.
Nazwa pochodzi od hiszpańskiego picar – „kłuć”, „siekać”.